# Анијак (Аљаска)
Анијак (енгл. Aniak) град је у америчкој савезној држави Аљаска.

## Демографија
По попису из 2010. године број становника је 501, што је 71 (-12,4%) становника мање него 2000. године.
| Група                 | 2000.       | 2010.       |
| Амерички староседеоци | 391 (68,4%) | 348 (69,5%) |
| Белци                 | 143 (25,0%) | 102 (20,4%) |
| Афроамериканци        | 2 (0,3%)    | 1 (0,2%)    |
| Азијати               | 3 (0,5%)    | 0 (0,0%)    |
| Хиспаноамериканци     | 6 (1,0%)    | 6 (1,2%)    |
| Укупно                | 572         | 501         |